# Ракетно оръжие
Ракетното оръжие, наричано също управляема ракета, е вид ракета, използвана като далекобойно оръжие.
Управляемите ракети са оръжие със система за насочване, собствено задвижване, обикновено чрез турбореактивен или ракетен двигател, и бойна глава. Те се разделят на няколко групи, според начина на употреба – „земя-земя“ и „въздух-земя“ (включително балистични, крилати, противокорабни и противотанкови ракети), „земя-въздух“ (включително противоракети), „въздух-въздух“ и противоспътникови ракети.
Управлямите ракети се различават от взривните устройства без собствено задвижване (изстрелваните от артилерия снаряди или спускани от самолети бомби), както и от реактивната артилерия, която изстрелва ракети със собствено задвижване, но без възможност за управление.